# 모트 (신)

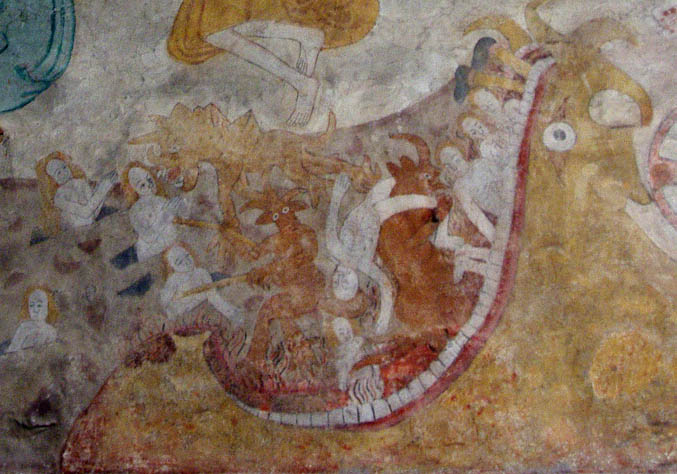

모트(mt [môtu])는 우가리트 신화에 등장하는 불길과 죽음 그리고 건기(乾氣)의 신이다. 이름은 문자 그대로 '죽음'을 의미한다.

## 개요
모트는 비와 폭풍의 신 바알의 형제이며 적대자이기도 하다. 그와 바알의 싸움은 우기와 건기의 교체를 의미하며 계절의 변화를 설명한다. 초목을 시들게 하는 그의 육체는 명계 그 자체이고, 그의 입은 하늘부터 땅까지를 덮는 저승의 문이며, 모든 생물은 그의 영향에서 벗어나지 못한다. 건기에는 바알조차 쉽게 힘을 쓰지 못하고 참고 기다릴 수 밖에 없다고 한다. 그의 존재는 인간이 갖는 두려움 중에 죽음과 가뭄 그리고 화재를 상징한다.